# Klaus Pichler
Klaus Pichler va néixer el 1977 i viu a Viena, Àustria. Després de graduar-se a la universitat el 2005 va decidir seguir els seus impulsos, així que va deixar la seva professió com a arquitecte paisatgista i es va dedicar a la fotografia a temps complet. Des d'aleshores crea projectes de fotografia lliure que han estat extensament publicats, exhibits internacionalment i parcialment publicats en format llibre.
Els principals temes de les seves obres són els aspectes amagats del dia a dia en les seves variades formes, així com grups socials amb els seus propis codis i normes.